# Cocoa Marketing Board
Das Cocoa Marketing Board (COCOBOD) ist eine Organisation in Ghana, welche durch die Regierung eingesetzt wurde.
Die COCOBOD reguliert die  Kakaoproduktion und -vertrieb, um so die Bauern vor zu niedrigen Preisen zu schützen. Außerdem wurden durch diese Organisation teure Maschinen zur Verfügung gestellt.
Der erste Versuch, den Marktwert und die Produktion zu regulieren, erfolgte 1947 durch das Ghana Marketing Board, das sich 1979 auflöste und mit dem Ghana Cocoa Board, auch Cocobod genannt, vereint wurde.

## Belege
1. ↑  Cocobod. Abgerufen am 23. November 2020.